# 이민호 (1987년)
이민호(李敏鎬, 1987년 6월 22일 ~ )는 대한민국의 배우이다.
이민호는 《반올림》 (2003), 《논스톱5》 (2005), 《사랑찬가》 (2005)와 같이 본격적인 연예계 데뷔 전 단역으로 출연했었다. 이후 2006년, EBS의 청소년 드라마 《비밀의 교정》에 출연하면서 정식으로 데뷔한다. 하지만 비슷한 시기 큰 교통사고가 나면서 오랜 기간 동안 배우 활동을 할 수 없었다. 그러다가 2007년, SBS 청소년 드라마 《달려라 고등어》에서 처음으로 주연을 맡았다. 이후 여러 드라마에 출연했고, 2008년에는 《강철중: 공공의 적 1-1》에 출연하면서 영화 데뷔를 했다. 2009년에는 KBS 드라마 《꽃보다 남자》에서 주연을 맡아, 한국뿐만 아니라 중국, 싱가포르, 일본 등 아시아 각지에서 큰 인기를 얻으면서 한류 스타로 각광받고 있다. 2010년에는 손예진과 공동 주연으로 드라마 《개인의 취향》에 출연해 MBC 연기대상에서 우수상을 수상하며 연기력을 인정받았다. 이후 모두 SBS 드라마인 《시티헌터》 (2011), 《신의》 (2012), 《상속자들》(2013), 《푸른 바다의 전설》(2016)에서 주연을 맡았다. 《더킹:영원의 군주》(2020)에서 이곤(평행세계의 황제)주연을 맡았다. 2020년 8월 넷플릭스에서 전 세계 12번째로 가장 많이 본 드라마이다.

## 학력
- 서울남성초등학교(졸업)
- 반포중학교(졸업)
- 당곡고등학교 (졸업)
- 건국대학교 영화예술학과 (학사)
- 국민대학교 대학원 석사과정 (재학)

## 생애

### 어린 시절
이민호는 1987년 6월 22일 서울특별시 동작구에서 태어났다.  이민호는 어렸을적 축구선수가 꿈이었기 때문에 차범근의 축구교실에 다녔다. 하지만 축구 연습중 부상을 당해 할 수 없이 꿈을 접어야 했다. 학창시절 많은 길거리 캐스팅 제안을 받았는데, 고등학교 1학년 무렵부터 연기에 관심을 갖기 시작했다. 이후 잡지 모델 일을 하다가 우연히 소속사 사장을 만나 연기자의 길에 들어섰다. 2006년 건국대학교 예술디자인대학 영화예술학과에 입학하고 나서 본격적으로 오디션을 보러 다녔다. 

### 초기 경력
이민호는 2006년 EBS의 청소년 드라마 《비밀의 교정》에서 박두현 역으로 출연하며 본격적으로 배우 활동을 시작했다. 드라마 촬영 종료후에는 이민호라는 자신의 본명이 너무 평범하게 보여 소속사 사장님과 상의 끝에 '호'자를 뺀 이민이라는 예명으로 활동하기 시작했다. 이후 2년간 예명으로 활동하다가 다시 본명으로 바꿨다. 비슷한 시기 친구 정일우와 여행 중 대형 교통사고를 당했고, 이로 인해 오른쪽 허벅지와 무릎, 두 군데에 철심을 박게 된다. 그리고 두 사람 모두 이 사고의 여파로 사회복무요원 판정을 받았고, 실제로 두 사람 모두 사회복무요원으로 복무를 끝냈다. 교통사고로 1년간 휴식을 취했고, 《거침없이 하이킥》과 《9회말 2아웃》 등 여러 드라마 캐스팅이 취소되는 아픔을 겪었다. 이후 연기자 생활을 위해, 이 철심은 2009년에 제거했다.
2007년에는 교통사고 이후 첫 작품이자 첫 주연작인 SBS 드라마 《달려라 고등어》에서 차공찬 역으로 출연한다. 원래 24회까지 예정되어 있었지만, 시청률 부진과 제작자, 방송사 문제 등으로 8회로 조기종영 되었다. 같은 해에는 KBS2 드라마 《아이 엠 샘》에서 얼짱 허모세 역으로 출연했고, 2008년에는 청소년, 학교폭력, 혼혈인 등의 문제를 다룬 MBC 단막극 《나도 잘 모르지만》에서 절도와 싸움 등을 일삼는 문제 고교생 민욱기 역으로 출연해 호평을 받았다. 이후 《강철중: 공공의 적 1-1》과 《울학교 이티》 두 편의 영화에 출연하며 스크린 데뷔를 했다. 연출을 맡은 강우석 감독은 이민호에게 "어린 배우였는데 눈이 참 좋았다"고 평가하며 스타가 될 가능성을 예견했다. 또한 《울학교 이티》에서 고등학생 역을 맡으며 6회 연속 고등학생 역할을 하게 된다.

### 2009~2012

2010년 8월 2일, 아시아송페스티발 관련 기자회견장에서의 이민호.

그리고 2009년, 이민호는 무려 200대1의 경쟁률을 뚫고 KBS2 《꽃보다 남자》에서 구준표 역을 맡게 되고, '구준표 신드롬'으로 불릴 정도로 큰 인기를 얻으며 대박을 친다. 몇 년간의 무명 시절 끝에 스타덤에 올랐고 드라마의 OST, 패션, 촬영지 등도 많은 화제가 되었다. 인기에 따라 광고계에서도 이민호 열풍이 불었는데, 광고 건수만 해도 몇 십개에 이르고 이병헌, 송승헌, 조인성 등 최고의 톱 배우들만 채용한다는 트루젠의 전속모델로 캐스팅되었다. 이러한 광고계에서의 활약으로 MTN 방송광고 페스티벌 시상식 CF모델남자상을 수상했다. 또한 연말 시상식에서는 《꽃보다 남자》의 구준표역으로 제45회 백상예술대상 TV부문 남자 신인연기상, KBS 연기대상 남자 신인상, 베스트 커플상을 수상했다. 이후 《꽃보다 남자》는 아시아 각지에 수출되었는데, 좋은 반응을 얻어 일본, 중화인민공화국, 중화민국, 싱가폴, 태국, 필리핀 등 아시아 10곳에서 프로모션의 일환으로 팬미팅을 개최했다. 일본에서의 팬 미팅 티켓은 판매가 시작되자마자 매진이 되기도 하였다. 또한 중국 《국제제선》이 조사한 "2009 가장 인기있는 한국스타는?" 순위에서 압도적인 차이로 1위를 차지해 인기를 확인시켰다.
이후 2010년에는, MBC 《개인의 취향》의 가짜 게이 전진호 역으로 출연했다. 이 작품을 통해 더 이상 고교생 이미지가 아닌 성숙되고 새로운 이미지로 거듭나며 MBC 연기대상에서 남자 우수상을 수상했다. 《개인의 취향》은 방영이 되기도 전에 아시아 각지에서 판권문의가 들어와 홍콩, 태국 등에 선판매되었고, 아시아를 비롯해 미국 및 유럽, 이스라엘, 예멘 등 총 80개국에 수출되었다. 또한 이민호가 드라마상에서 입었던 의상들도 완판되며, 이로써 차세대 한류 스타로 각광받기 시작했다. 2011년 5월, SBS 《시티헌터》의 주연 이윤성 역을 맡았다. 《시티헌터》는 중국, 러시아 등 아시아 각지에서 인기를 얻었다. 특히, 중국에서 좋은반응을 얻어, 이민호는 중국의 인기 예능프로그램인 '쾌락대본영'에 출연하기도 했다. 2011년 이민호는 《시티헌터》를 통해 코리아드라마페스티벌 남자 최우수상, 한류스타 특별상, SBS 연기대상 드라마스페셜부문 남자 최우수 연기상, 네티즌 최고 인기상, 10대 스타상을 수상했다. 2012년에는 SBS의 퓨전사극 드라마 《신의》에 김희선과 함께 주연으로 캐스팅되었고, 8월부터 방영되어 같은 해 10월 30일 종영했다. 2012년 이민호는 《신의》를 통해 SBS 연기대상에서 미니시리즈부문 남자 최우수 연기상, 10대 스타상을 수상했다. 다음해인 2013년에는 중국 싱샹대전에서 아시아 최고 인기상을 수상했다. 싱샹대전은 중국 상하이 방송이 매년 개최하는 패션어워드로 음악, 영화, 스포츠, 패션 등 각종 분야를 총망라해 인기있는 인물을 선정하는 중국의 권위있는 시상식이다.

### 2013~ 현재

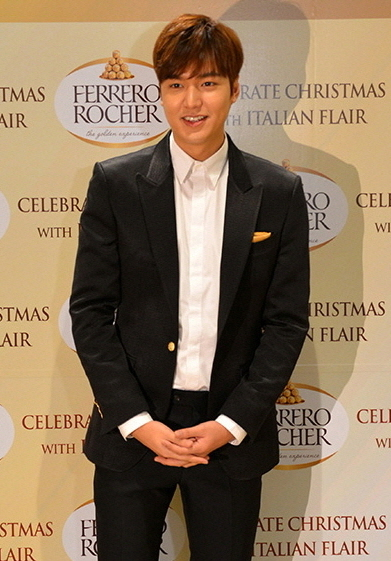
2015년 페레로 로쉐 크리스마스 이벤트 현장의 이민호

2013년 5월 22일 이민호는 가수 데뷔 목적이 아닌 팬서비스를 위해 총 7곡이 담긴 스폐셜 앨범 My Everything을 발매했다. 이 앨범은 가온 앨범 차트 5위까지 올라갔고, 일본 오리콘 일간 앨범 차트에서는 1위를 했다. 5월 25일부터는 배우로써는 이례적인 콘서트 형식의 글로벌 팬미팅 투어 《My Everything》을 시작했다. 5월 25일 서울을 시작으로 8월 10일 베이징까지 3개월 동안 일본, 말레이시아, 필리핀 등 6개국 8개 도시에서 9회 공연을 했고, 총 52,000만 명의 관객을 동원했다. 원래 이 일정으로 끝낼 예정이였으나, 팬들의 요청에 따라 2014년 1월 18일 서울에서 앵콜 공연을 하기로했다. 이후, 2013년 10월 9일부터 12월 12일까지 인기리에 방송 된 SBS 드라마 《상속자들》에서 김탄 역으로 출연한 이민호는 SBS 연기대상에서 중편 드라마부문 남자 최우수연기상, 10대스타상, 최고인기상, 베스트커플상, 베스트드레스상을 수상하며 5관왕에 올랐다.《상속자들》들은 중국에서도 큰 히트를 쳤으며 이후 이민호는 2014년 1월 30일 중국의 설 명절 풍습인 국영방송 CCTV 《춘제완후이》
에 한국인 최초로 출연하여 이 날 방송분은 최고 시청률을 기록했다. 2014년 4월 4일에는 박근혜 대통령 주재 문화융성위 제3차 회의에 한류스타 대표로 참석하였는데, '한류의 성공전략'이란 주제의 토론에 연예인으로써는 유일한 초청이였다. 2014년 11월 17일에는 2014 대한민국 대중문화 예술상 시상식에서 동아시아권 한류 확산에 기여한 공로를 인정받아 국무총리 표창을 수상했다. 이민호는 아시아를 넘어 전 세계적으로 받고 있는 사랑을 나눔 활동으로 이어가고 싶어 2014년 사회공헌 기부 플랫폼 ‘프로미즈'를 출범 하였고, '프로미즈'는 2016년 5월 착한브랜드 대상을 수상하기도 하였다.
2015년 1월에는 영화 《강남 1970》에 종대 역으로 출연했다. 《강남 1970》 대본은 《상속자들》 촬영 전부터 받았지만, 이민호는 과분한 작품이라 생각해 거절했었다. 이후 감독이 기다려줬고 2014년 4월부터 영화 《강남 1970》을 촬영을 시작했다. 이 영화는 유하 감독의 거리 3부작 완결편으로, 220만 명의 관객수를 기록했다. 이민호는 《강남 1970》으로 제52회 대종상 영화제에서 신인남자배우상을 수상했다.
2016년 11월 SBS에서 방영한 드라마 《푸른 바다의 전설》드라마를 마지막으로 잠시 활동을 중단하고, 2017년 5월 12일부터 사회복무요원으로 복무를 시작했다. 수서종합사회복지관에서 복무했으며, 선복무 후입소를 적용했기 때문에 기초군사훈련은 2018년 3월 육군훈련소에 입소하여 이수했다. 2019년 4월 25일에 소집 해제됐다.
2022년 펜디, 보스 앰버서더로 패션위크에 참석해 세계적인 셀러브리티들 속에서 화제성 1위로 선정되어 뜨거운 인기를 자랑했다.
문화체육관광부와 한국문화교류진흥원이 진행한 '2023년 해외 한류 실태 조사(2022년 기준)'에서
이민호 배우가 '가장 좋아하는 한국배우' 1위로 뽑히며 2018년부터 5년 연속 1위를 차지했다.

## 음반 목록
- Extreme (Single) (2009년)
- My Everything (F4 스페셜 에디션(Digital Single)) (2009년)
- My Everything (EP) (2013년)
- 아픈 사랑 (상속자들 OST (Single)) (2013년)
- 노래할게 (Song For You) (EP) (2014년)
- 고마워요 (Thank You) (Single) (2015년)
- The Day (EP) (2015년)
- Always by LEE MIN HO (2017년)